# Эбен, Петр
Петр Э́бен (22 января 1929, Жамберк, Пардубицкий край — 24 октября 2007, Прага) — чешский композитор, пианист и органист.

## Биография
Вырос в г. Чешский Крумлов (Южная Богемия), воспитывался в католической вере. Учился игре на фортепиано, виолончели, органе. Как сын еврея был интернирован в 1944 в Бухенвальд. По окончании войны поступил в Пражскую музыкальную академию, учился у Павла Борковца (композиция) и Франтишека Рауха (фортепиано). С 1955 преподаватель на музыкальном отделении Карлова университета в Праге. C 1977 г. по 1978 г. преподавал композицию в Королевском Северном колледже музыки в Манчестере. С 1990 года профессор композиции в Академии музыкальных искусств в Праге и президент фестиваля «Пражская весна».
Его сын Марек Эбен (р. 18 декабря 1957) — актёр, певец и популярный телеведущий. Его племянник Лукаш Хурник (1967) — известный чешский композитор.

## Творчество
Известен своими фортепьянными и органными импровизациями, выступал с ними в Вестминстерском соборе, Нотр-Дам де Пари и других местах. Основные источники его музыки — чешский и моравский фольклор, церковные песнопения. Произведения Эбена исполняются на крупнейших музыкальных фестивалях Европы (Зальцбург, Авиньон и др.).

## Избранные сочинения
- Missa adventus et quadragesimae (1952)
- Органный концерт № 1 (1954)
- Sunday Music, для органа (1957—1959)
- Horká hlína (Горькая земля), кантата (1959—1960)
- Фортепьянный концерт (1960—1961)
- Песни на стихи Р. М. Рильке, для меццо-сопрано или баритона и фортепиано (1961)
- Laudes, для органа (1964)
- Ordinarium missae (1966)
- Apologia Socratus, оратория (1967)
- Труверская месса (1968—1969)
- Vox clamantis, для трех труб и оркестра (1969)
- Десять прелюдий на темы хоралов Чешских братьев, для органа (1971—1973)
- Pragensia, кантата (1972)
- Ночные часы, симфония (1975)
- Фауст, музыка к спектаклю (1976)
- Окна на Марка Шагала, для трубы и органа (1976)
- Гамлет, музыка к спектаклю (1976—1977)
- В честь Карла IV, кантата (1978)
- Mutationes, для органа (1980)
- Missa cum populo (1982)
- Kletby a dobrořečení, балет (1983)
- Krajiny patmoské, для органа и перкуссии (1984)
- В честь Дитриха Букстехуде, для органа (1987)
- Иов, для органа и чтеца (1987)
- A Festive Voluntary: Variations on Good King Wenceslas, для органа (1987)
- Органный концерт № 2 (1988)
- История Моцарта, для детского хора, на слова Я.Скацела (1988)
- Prague Te Deum, для смешанного хора, 4-х медных, тимпанов и перкуссии или органа (1989)
- Библейские пляски, для органа (1990—1991)
- Священные знамёна, оратория (1992—1993)
- Proprium festivum monasteriense, гимн (1993)
- Ветхозаветная фреска, для скрипки и фортепиано (1993)
- Amen—es werde wahr, хоральная фантазия для органа (1994)
- Momenti d’organo, для органа (1994)
- В честь Генри Пёрселла, для органа (1994—1995)
- Improperia, симфония для оркестра (1995)
- Apello, для гобоя и фортепиано (1995)
- Jeremiah, опера по драме С.Цвейга (1996—1997)
- Campanae gloriosae, для органа (1999)
- Лабиринт мира и Рай сердца, для органа и чтеца, по книге Я. А.Коменского (2002)

## Признание
Кавалер Ордена искусств и литературы (Франция, 1991), почётный доктор Карлова университета (1994), лауреат Премии за европейскую церковную музыку (2000), многих других национальных и зарубежных премий.